# Karlskoga
Karlskoga ([kaɭˈskûːɡa] ( lyssna)) är en tätort i östra Värmland och centralort i Karlskoga kommun i Örebro län. Karlskoga är med 27 261 invånare (2023) både landskapet Värmlands och Örebro läns näst största tätort och ligger vid Möckelns norra strand, cirka en mil norr om Degerfors och cirka fyra mil väster om Örebro.
Området där Karlskoga stations- och brukssamhälle utvecklades tillhörde ursprungligen Karlskoga socken och var en bosättning vid Möckeln där fäbodar, kallade "Möckelns bodar" eller "Möckelsbodar" (mukrisbother), fanns. Dessa bodar användes av bönder från de gränsande socknarna Knista och Kvistbro, i Närke, för fiske i sjön. Vid kommunreformen 1862 inrättades Karlskoga landskommun och i kyrkligt avseende har Karlskoga tillhört församlingen med samma namn sedan 1583.
Karlskoga är  förknippat med industriföretaget och vapentillverkaren Bofors. År 1970 hade Bofors nästan 10 000 anställda samtidigt som kommunens befolkning uppgick till cirka 40 000 invånare. Staden associeras även med uppfinnaren och nobelprisets stiftare, Alfred Nobel, som bodde på Björkborns herrgård mellan 1894 och 1896 som ägare till Bofors. Det var i Karlskoga som Alfred Nobels testamente undertecknades i tingshuset Karlshall i februari 1897, vilket blev en pusselbit i skapandet av det prestigefyllda priset.
Karlskoga hyser flera multinationella industriföretag, varav Saab Dynamics är det största sett till antalet anställda. Den mest populära idrotten i staden är ishockey. BIK Karlskoga är det främsta ishockeylaget i området och tävlar i Hockeyallsvenskan.

## Namnet
Området för Karlskoga socken kallades ursprungligen Bodaskogen, och vid sjön Möckeln låg fäbodar som kallades Möckelns bodar (äldre form Myklesboda med mera) och främst skall ha använts för fiske i sjön, tillhöriga bönderna i Knista och Kvistbro socknar. Namnet Karlskoga, i äldre tid stavat "Carlskoga", tillkom 1589 i samband med att hertig Karl, sedermera kung Karl IX gjorde ett besök i slutet av 1500-talet.

## Historia

### Medeltiden
Det äldsta säkert dokumenterade källmaterialet om området går tillbaka till den 9 april 1268, vilket finns nedtecknat i ett testamente av lagmannen Höldo och hans maka Margareta. I dokumentet förekommer stavningen "Mukrisbother".
Kyrkby i Karlskoga socken blev Bregården, men denna by kom inte att namnge samhället eller järnvägsstationen då bebyggelsen började växa fram där utan istället kom sockennamnet att namnge bebyggelsen.

### 1500- och 1600-talet
Enligt ett brev från hertig Karl 1583 avträddes Möckelnsbodars socken helt från Närke till Värmland. Enligt traditionen bildades Karlskoga församlings pastorat 1586 eftersom avståndet till kyrkoherden i Knista socken var för långt. Från 1586 till 1626 tjänstgjorde Olaus Johannis Gestricius, även herr Olof på Möckelsbodar och/eller herr Olof på Bodarne, som kyrkoherde i Karlskoga. Han var den första i sin position.
Den gamla gränsen mellan landskapen gick genom Letälven, Möckeln, Timsälven och Alkvettern, varvid den västra delen av nuvarande Karlskoga tillhörde Varnums sockens skogsbygd av Värmland och den östra delen "Möckelnsbodar" i Knista socken av Närke. Detta innebär att den nutida tätorten Karlskogas västra del hade legat i Värmland och dess östra del i Närke, om inte landskapsgränsen skjutits österut.
Under början av 1500-talet var området glesbefolkat. Befolkningstillväxten tog fart först under 1580-talet när grupper började bosätta sig i området. Både människor från Närke och Södermanland tog mark i besittning. Aggerud, Backa, Bo, Bredgårdstorp, Bredgården, Brickegården, Sandviken och Stolpetorp märks bland de ursprungliga gårdarna som var upptagna före 1580-talet.
Grupper av skogsfinnar från Finland under den svenska tiden bosatte sig i området och utövade svedjebruk. Finnebäck, vid Möckelns västra strand, är ett område som minner om finsk bosättning i Karlskogaområdet. Dessa grupper följdes av hugenotter som flydde från religiöst förtryck i Frankrike, samt nederländare och tyskar som var mestadels skickliga smeder.
1638 blev Karlskoga bergslag och därefter inrättades snabbt flera järnhyttor, och ett flertal stångjärnshamrar och mindre bruk. 

### Industrins framväxt
I slutet av 1800-talet kom Bofors järnbruk att bli Karlskoga sockens mest betydande, 1871 tillverkades den första kanonen där. Med tillkomsten av Nordvästra stambanan och Nora Bergslags Järnväg på 1870-talet började en industriort växa fram i kyrkans närhet.

### Alfred Nobel

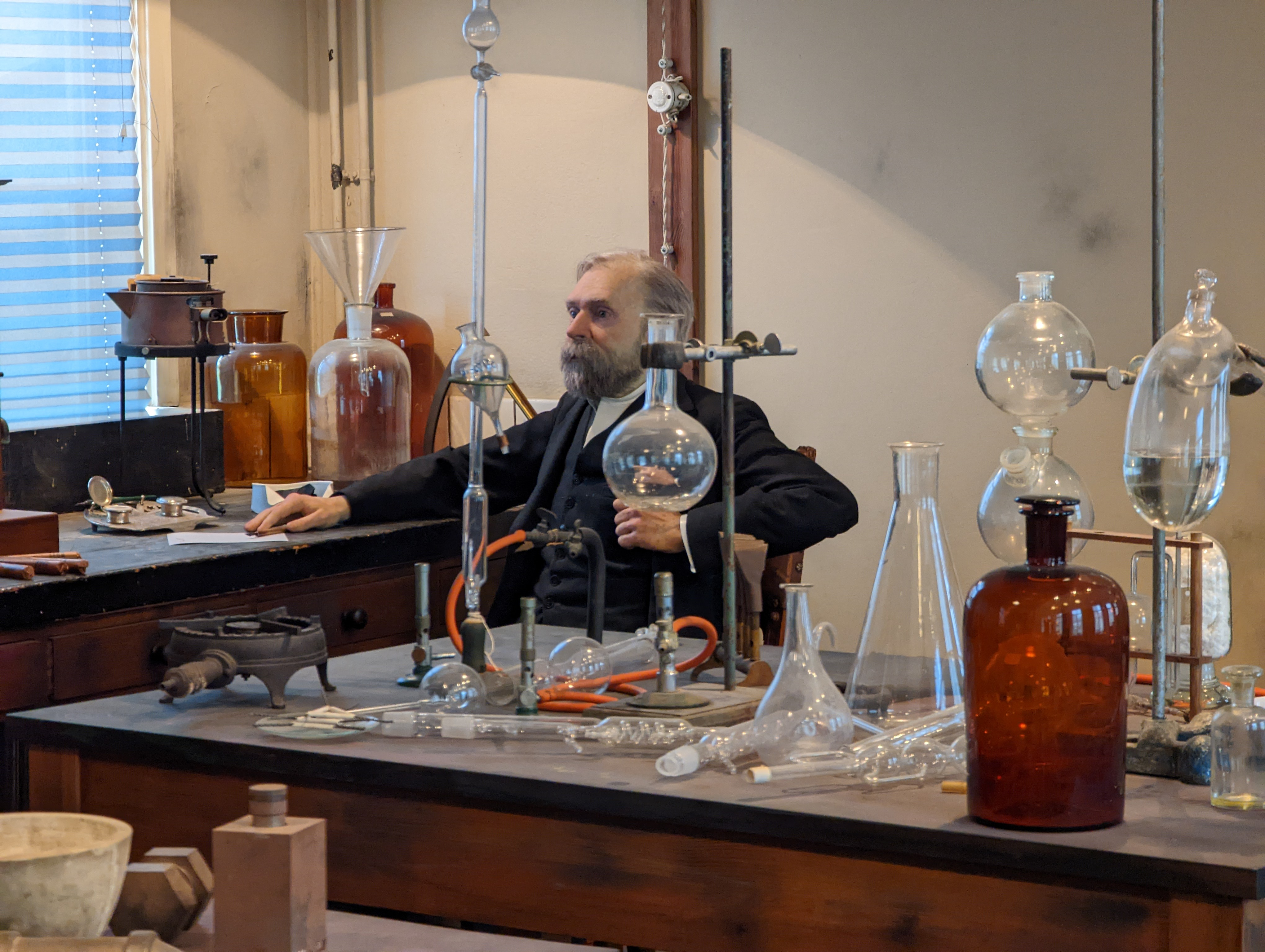
Alfred Nobels laboratorium uppfördes 1895.

Alfred Nobel spelar en viktig roll i Karlskogas historia som huvudägare till Bofors. Vid Björkborns herrgård, där Alfred Nobel bodde sina sista tre år i livet i Sverige, finns en uppfinnarverkstad för barn och Alfred Nobels laboratorium, vilket är en del av Nobelmuseet i Karlskoga.
Alfred Nobel skrev sitt testamente gällande Nobelpriset medan han bodde i Karlskoga. Den 13 februari 1897 lagfors testamentet vid häradsrätten/tingshuset Karlshall. Ordförande var Abraham Unger, och Nobels släktingar ifrågasatte häradsrättens beslut. 1901 delades det första priset ut.

### Karlskoga blir stad

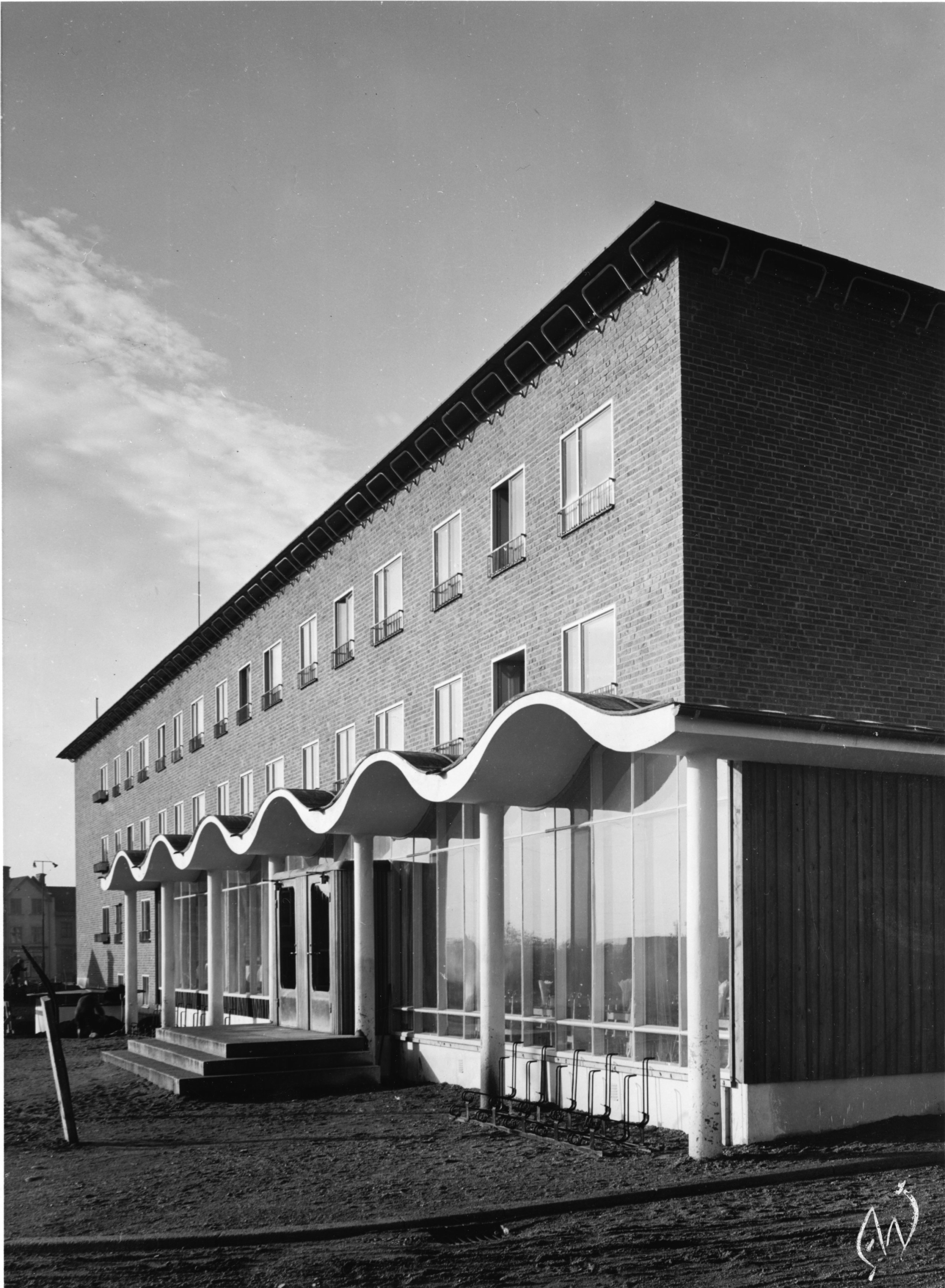
Karlskoga stadshotell och stadshus.

För orten inrättades 26 juni 1885 i denna landskommun Karlskoga municipalsamhälle. 1940 ombildades landskommunen med municipalsamhället till Karlskoga stad. Kyrkbyn blev 1896 municipalsamhälle. Samhället fortsatte växa och under åren 1925–1939 ökade befolkningen kraftigt från 13 609 till 24 120 invånare.
Efter en utredning 1934–1937 om ändrad organisationsform för municipalsamhället förordades att hela socknen inklusive municipalsamhället skulle ombildas till stad, vilket skedde vid årsskiftet 1939–1940. Detta sammanföll med invigningen av Karlskoga stadshus vid Alfred Nobels torg. Karlskoga den blev därmed den till ytan största staden i Sverige fram till 1948 då Kiruna blev stad. Då Karlskoga blev stad 1940 som Karlskoga stad stod valet mellan att kalla staden för Karlskoga eller Bofors. Samma år i december inträffade en av de värsta arbetsplatsolyckorna i Sverige vid AB Bofors Nobelkrut, explosionen i Björkborn, med elva döda.
1971 ombildades staden till Karlskoga kommun med Karlskoga som centralort. Karlskoga ingick till 1971 i Karlskoga tingslag. Från 1971 till 2009 ingick orten i Karlskoga domsaga och orten ingår sedan 2009 i Örebro domsaga.
Under tiden som Karlskoga växte snabbt och Bofors nyrekryterade planerade man för 70 000 invånare, men befolkningstillväxten kom efter sig. Optimistiska prognoser gjorde gällande att befolkningen före millennieskiftet skulle ha passerat 60 000 invånare, men världsläget styrde in Karlskoga på en annan bana och en vändpunkt nåddes 1972 när befolkningen minskade.
Bofors slogs samman med FFV 1991.

### Neddragningar
Staden drabbades hårt av neddragningarna inom försvarsindustrin på 1980- och 1990-talen. Kring 1970 bodde 40 000 människor i hela Karlskoga kommun och Bofors hade drygt 10 000 anställda. Försvarsbeslutet 1987 skyndade på nedrustningen av industrierna i området och i dag är antalet anställda 2 000 och befolkningen har minskat med 10 000 sett över hela kommunen. Som en följd av sviktande efterfrågan revs 1 600 bostäder i Karlskoga.

### 2000-talet
Under det tidiga 2000-talet fortsatte avvecklingen av industrin, vilket ledde till en viss stagnation i utvecklingen. Denna trend vände emellertid under det följande årtiondet. Näringslivet började expandera, inklusive försvarsindustrin, följt av nybyggnation av bostäder. I samband med Rysslands invasion av Ukraina blev Karlskogas industri en central del av det stöd som Sverige erbjöd Ukraina. Enligt kommunstyrelsens ordförande, Tony Ring, var också försvarsbeslutet 2020 början på den återväxt som Karlskoga såg under 2020-talet.

## Geografi

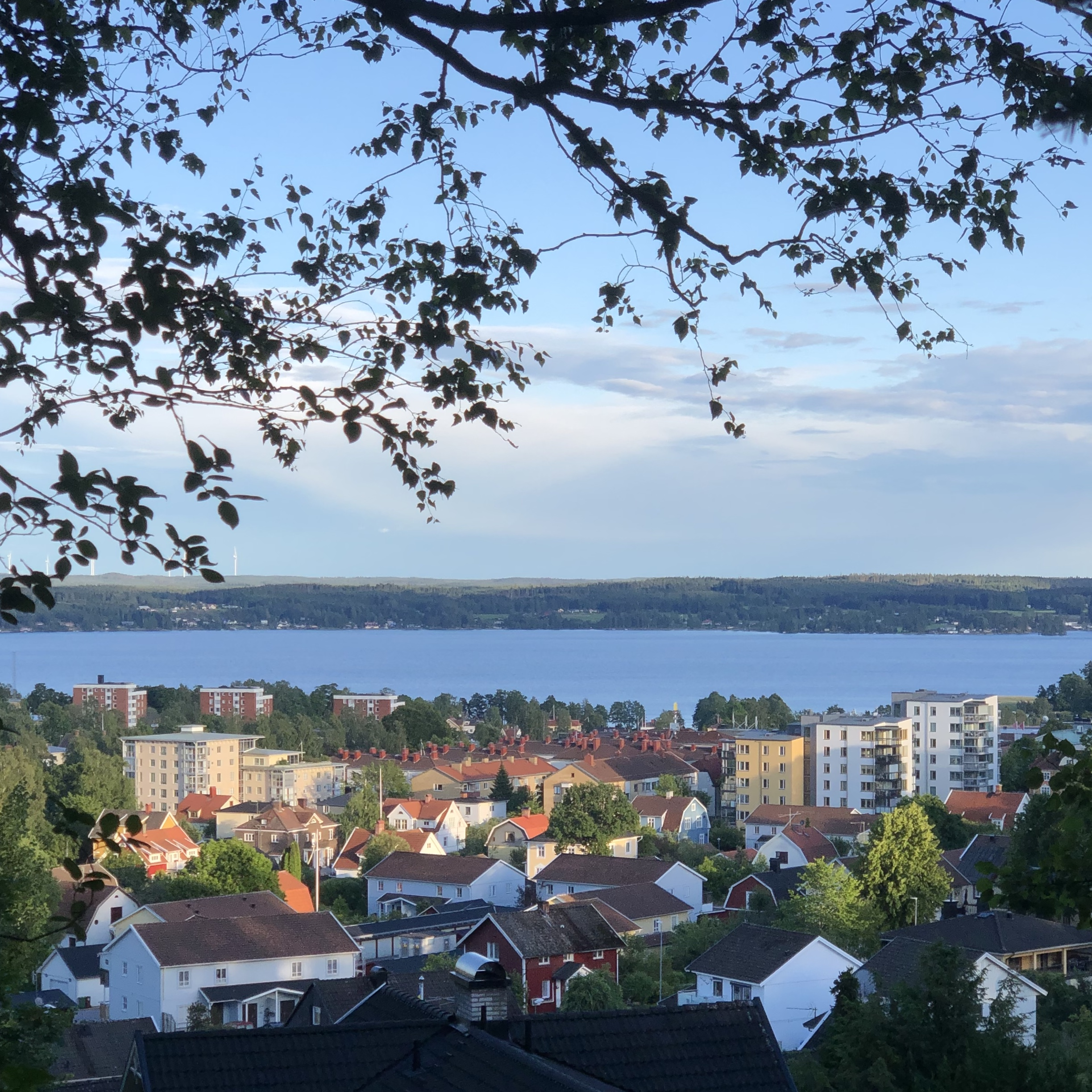
Vy över centrala Karlskoga med sjön Möckeln i bakgrunden.

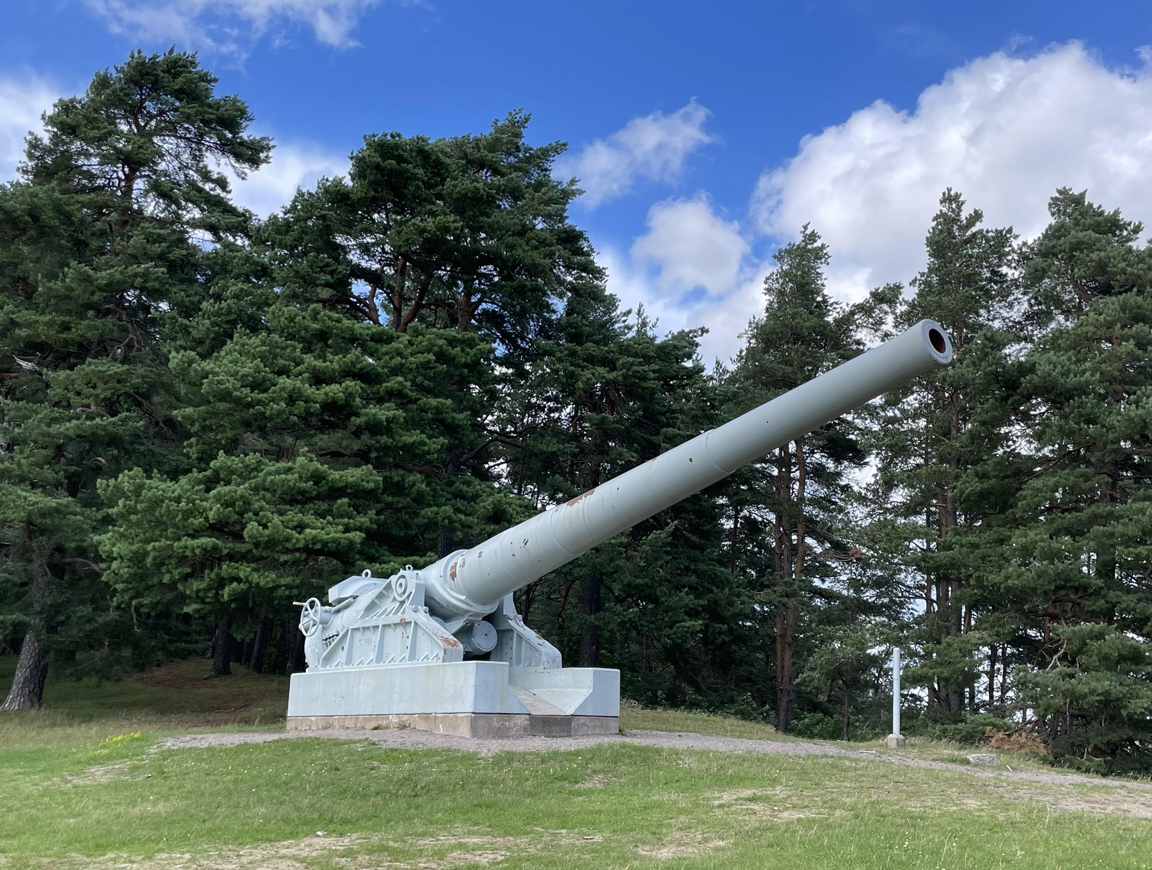
Kanonen på Rävåskullen vetter mot Möckeln och centrum.

Stadens centrala del är låglänt mellan rullstensåsen Rävåsen och Boåsberget, och sluttar mjukt mot Möckelns norra strand. I övriga delområden varierar höjdskillnaden. I sydväst, mellan bebyggelsen i sjönära läge och stadsdelarna Aggerud, Skranta och Stråningstorp, är höjdskillnaden påtaglig.

### Regiongeografi
Karlskoga är beläget i Bergslagen, norr om sjön Möckelns strand, där den ursprungliga bebyggelsen sprider sig åt norr, väster och öster. Staden tillhör både Örebro län och landskapet Värmland, vilket innebär en dubbel regional tillhörighet.

### Naturreservat
Inom kommunens område finns flera naturreservat, exempelvis Lunnedet nordväst om centrala Karlskoga och Rävåsens naturreservat i centrala Karlskoga.

### Parker och grönområden
I Karlskoga tillkom nästintill alla parker och grönområden mellan åren 1940 och 1975. Det finns fem parker som har status som kulturpark. Kulturparkerna är Björkborns herrgårdspark, Tingshusparken, Ekmansdalen, Nobelparken och Frödingsparken. Folkets park i Karlskoga brandhärjades och totalförstördes 2001. Det finns också ett rekreationsområde utan status som kulturpark, Näset, eller Bregårdsnäset, vid sjön Möckeln, med flera idrottsföreningar representerade, såsom Bofors Kanotklubb, Karlskoga seglarklubb och Karlskoga yxkastarklubb.

## Stadsbild

### Stadslandskap

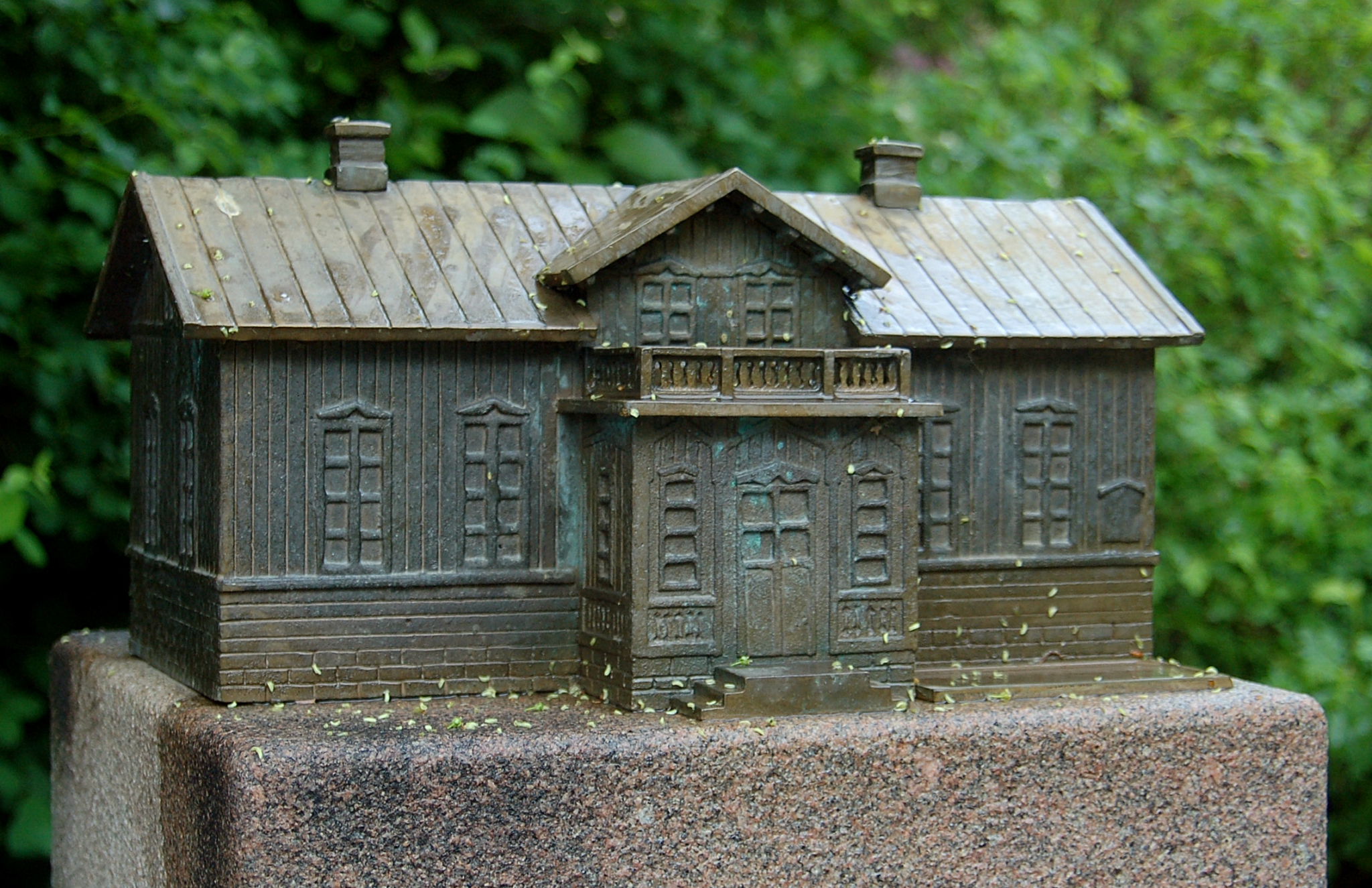
Modell över tingshuset Karlshall i Tingshusparken, där Alfred Nobels testamente lagfors. Byggnaden revs 1945.

Karlskogas stadslandskap är relativt ung. Stora delar av staden uppfördes under andra halvan av 1900-talet. Karlskoga har ett oregelbundet gatunät.
Delar av den ursprungliga bebyggelsen uppfördes längs med, eller i anslutning till, Badstugatan, Centralplan, Ekmansbacken och Kungsvägen. Längs den senare ligger Karlskoga kyrka, Karlskoga sjukstuga och Tingshusparken.  

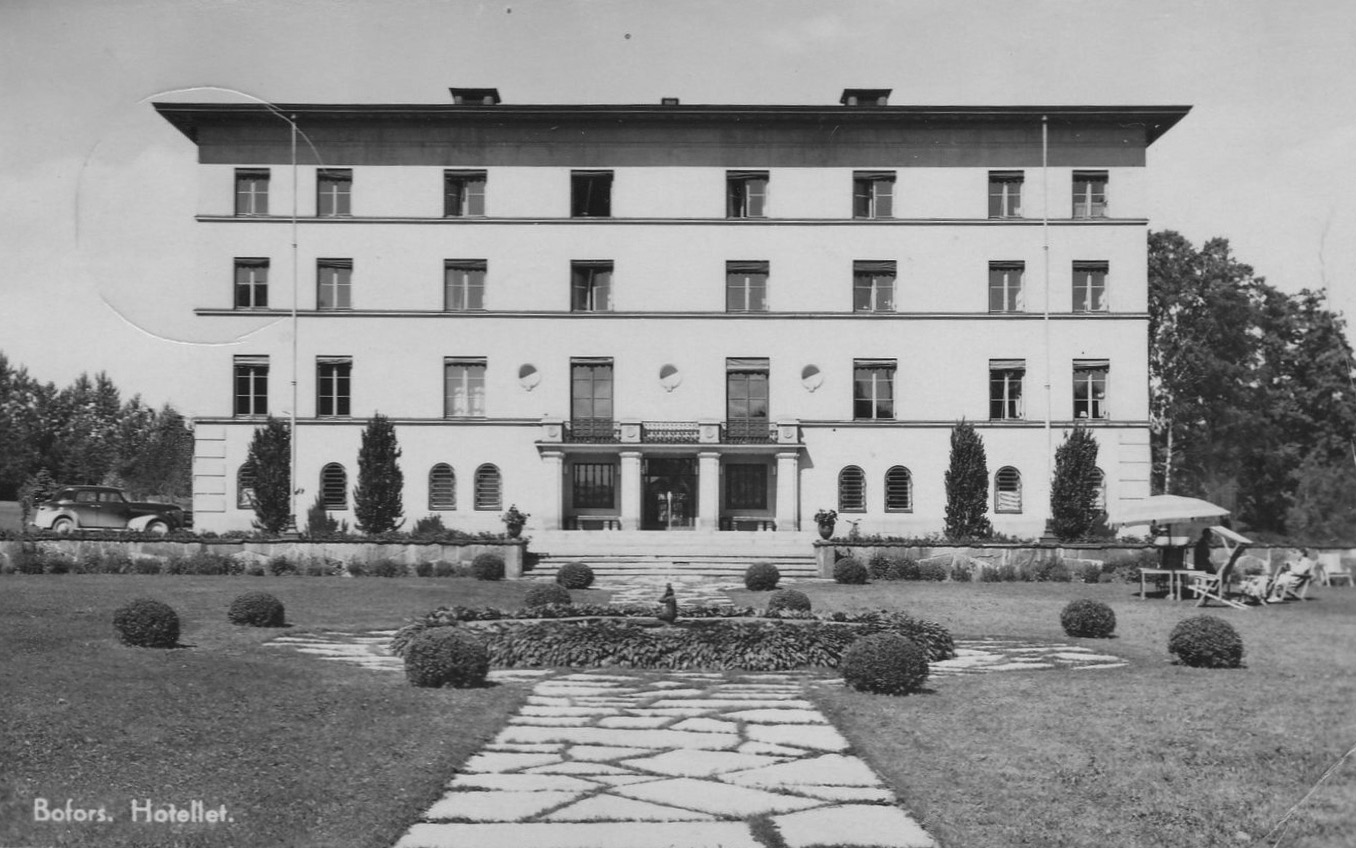
Bofors hotell invigdes 1930 och ritades av Wilhelm Eick.

Till Karlskogas äldre kända byggnader räknas Björkborns herrgård, Bofors hotell, Villa Ekeliden, Karlshall, Mässen, Pumphuset och Storängstorp.
Under 1960- och 1970-talet genomfördes rivningsprojekt i Karlskoga. Den tidigare centrumgatan Ekmansbacken revs och köpcentrumet Kulan i kvarteret Råkan uppfördes.

### Stadsdelar
Stadsdelarna har olika karaktärer och uppfördes under olika tidsperioder. Delar av områdena Baggängen (1960–1970), Ekeby (1963) och Sandviken uppförs som punkt- och höghusområden. I områdena Aggerud, Bråten, Karlberg och Stråningstorp finns småhus. Delar av Stråningstorp ingår i miljonprogrammet, men innan området var färdigbyggt avstannade byggandet eftersom staden snart fick ett bostadsöverskott.
Rosendal har rödmålade arbetarbostäder som omges av grönska. Området är dessutom klassat som riksintresse för kulturmiljövården.

## Ekonomi och infrastruktur

### Ekonomi

#### Bankväsende
Karlskoga härads sparbank grundades 1854, och var fristående fram till år 1981 när den uppgick i Örebro läns sparbank (senare Swedbank).
Örebro enskilda bank öppnade ett kontor i Karlskoga år 1873. Under 1900-talets första decennium öppnade även Kristinehamns enskilda bank ett kontor. Dessa banker uppgick sedermera i Skandinaviska banken och Wermlandsbanken. Även Handelsbanken etablerade ett kontor i Karlskoga. År 1977 öppnade PKbanken.

#### Handel

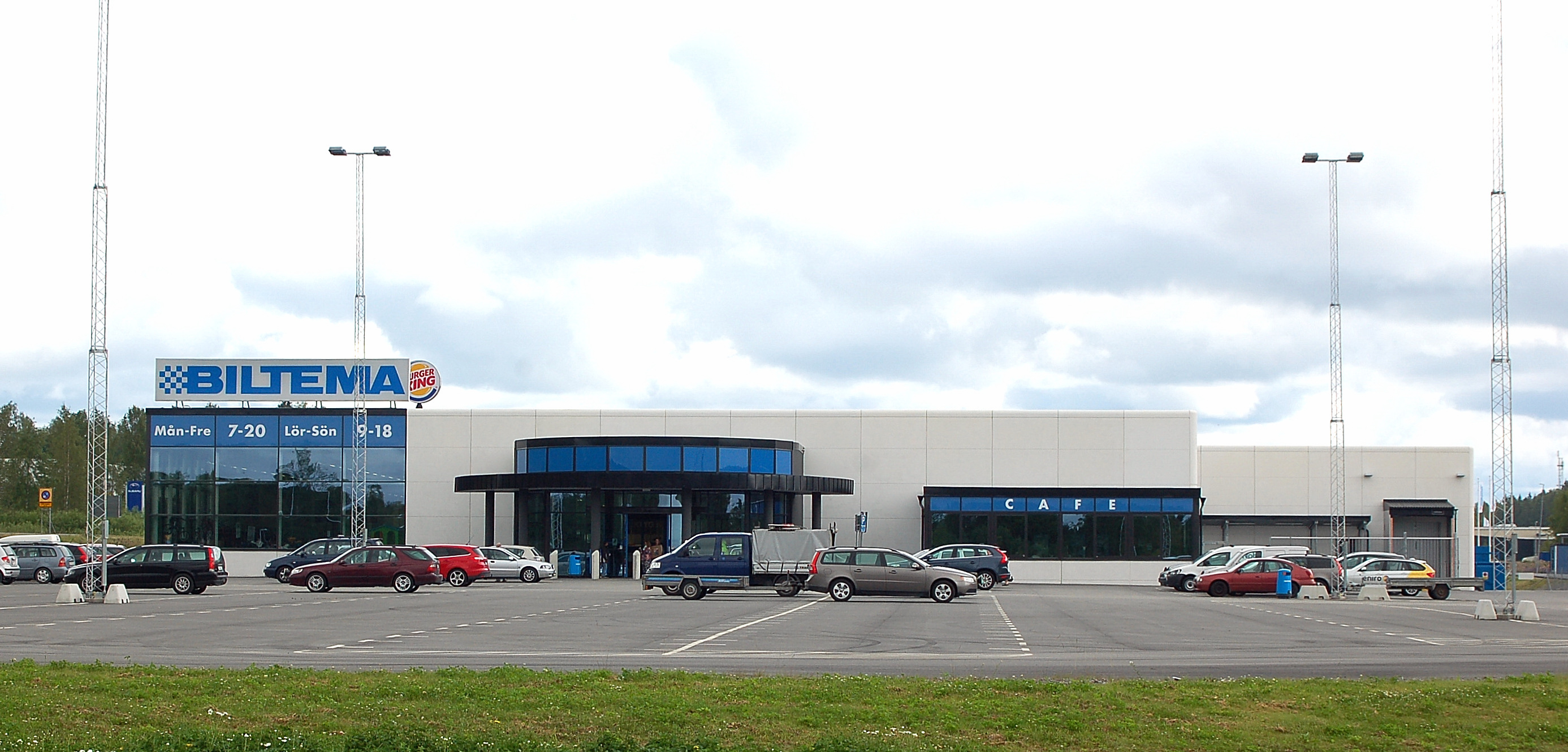
Biltema i stadsdelen Storängen i södra Karlskoga.

Köpcentrumet Kulan och gågatan i kvarteret Råkan vid Alfred Nobels torg är centrum för handeln i Karlskogaområdet.
I Karlskoga finns också två externa handelsområden. Söder om Karlskoga, intill länsväg 243 ligger det externa handelsområdet Storängen, med företag såsom Autoexperten, Biltema, Burger King, Coop, Dollarstore, Helmia, Jula, Jysk, Mabi, Mekonomen och Rusta.
Öster om centrala Karlskoga, vid Boåsberget, ligger handelsområdet Skolgärdet, där butikskedjorna Elgiganten, Elon, Intersport, Pekås och ÖoB, är representerade.

#### Industri
Neddragningarna i försvarsindustrin har lett till att Karlskoga har ett mer diversifierat näringsliv och Bofors gamla lokaler är sedan början av 2000-talet åter fyllda med industriverksamhet. En stor del av Karlskogas industriföretag ägnar sig åt avancerad tillverkning och Karlskoga har som stad flest antal inregistrerade uppfinningar hos patentverket/capita.[källa behövs] Staden är också ingenjörtät.
Staden är ett viktigt centrum för vapen- och läkemedelsindustrin; den rymmer olika multinationella företag. Bland dessa märks BAE Systems, Saab AB (Saab Dynamics), Eurenco, Nammo, Cambrex, Recipharm och Moelven industrier. Största privata arbetsgivare var Saab Dynamics med 1275 anställda år 2024.

### Kommunikationer
Genom Karlskoga går E18, som har två filer i varje riktning, och en cykelväg längs länsväg 205 förbinder Karlskoga med Degerfors. Det finns busslinjer till de flesta orter omkring Karlskoga. Länstrafiken Örebro kör lokaltrafiken i staden, men både Länstrafiken Örebro och Värmlandstrafik trafikerar busslinjer till och från Karlskoga.

#### Järnväg

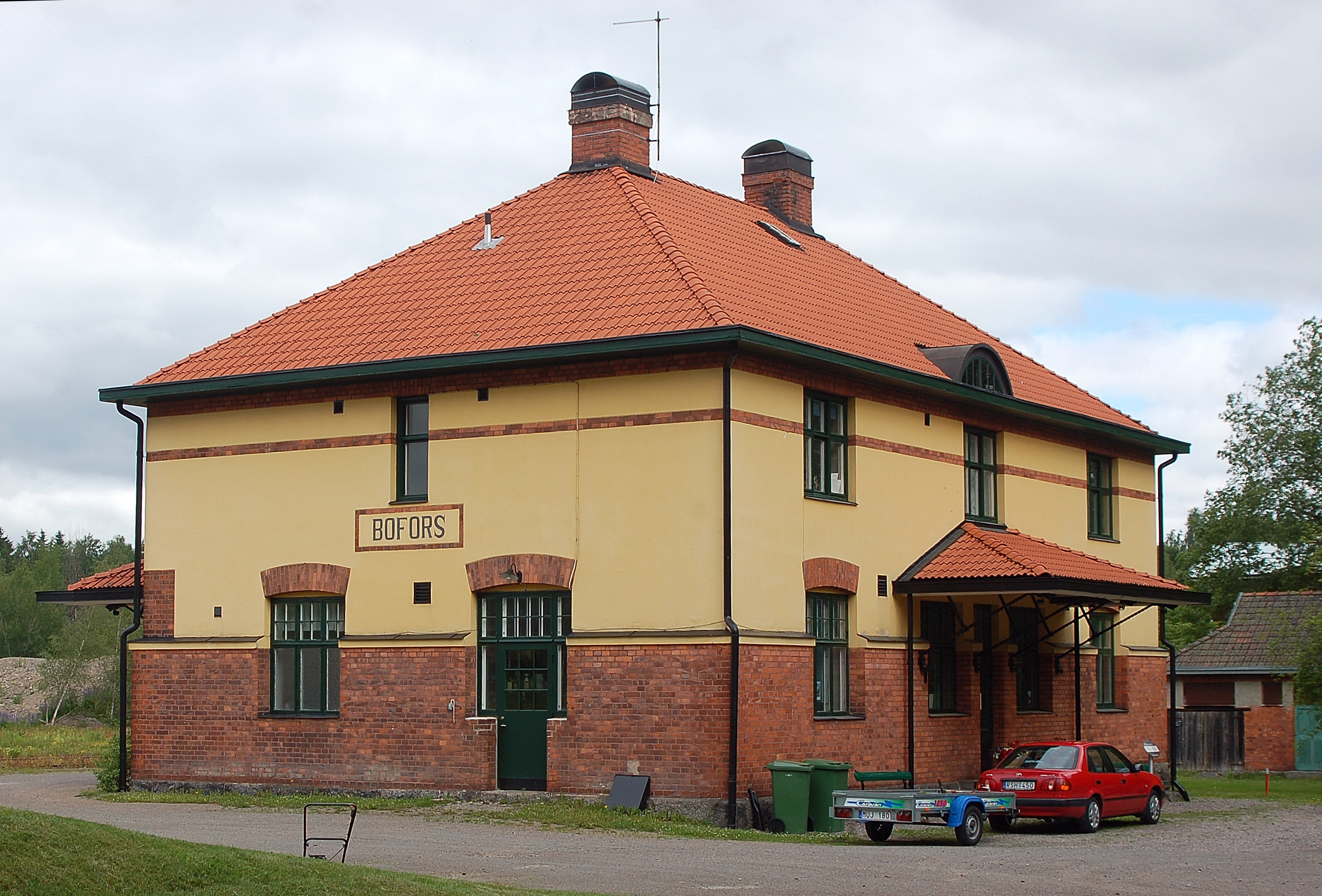
Bofors järnvägsstation.

Persontrafik med tåg fanns i Karlskoga fram till 1966. Trafiken bedrevs av Nora Bergslags Järnväg och stannade vid Bofors station, öppnad 1874, därefter har man fortsatt med godstrafik. Karlskoga station i centrala Karlskoga anlades 1901 och revs 1973. Närmaste tågförbindelse för persontrafik finns i Degerfors, som har bussanslutning med centrala Karlskoga och Karlskoga busstation; dessutom finns planer på en järnvägsstation söder om handelsområdet Storängen på den planerade järnvägssträckningen Nobelbanan.

#### Flyg
Det finns en liten kommunal flygplats i Karlskoga, Karlskoga flygplats, cirka 3 km nordväst om Karlskoga tätort. Fram till 1990-talet bedrevs linjetrafik till Arlanda och under 1980-talet även till Bromma, Oslo och Köpenhamn.

### Utbildning

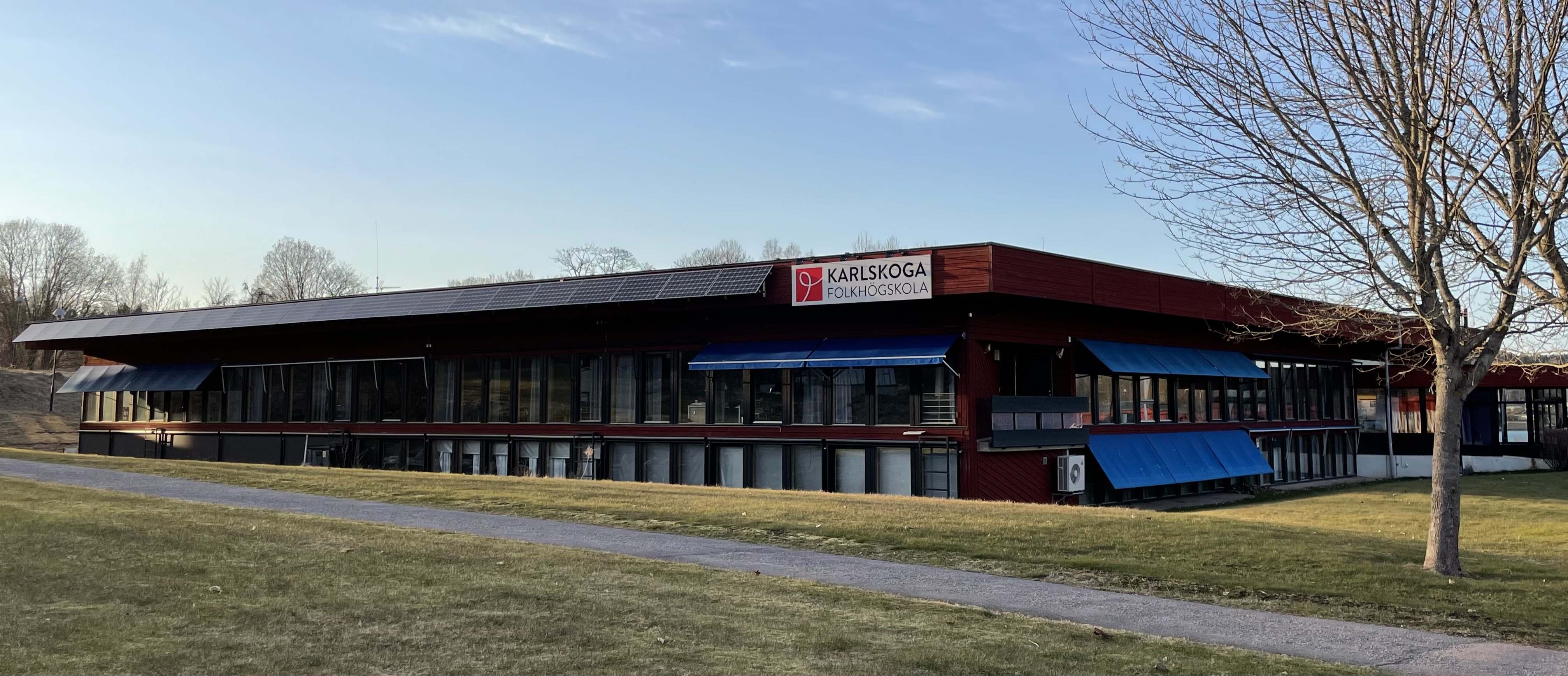
Karlskoga folkhögskola.

Karlskoga har tio kommunala grundskolor och en friskola, Lonnhyttans friskola. Tre av skolorna är högstadieskolor. I kommunen finns också två gymnasieskolor, Möckelngymnasiet (kommunal), tidigare Bergslagsskolan, och Karlskoga idrottsgymnasium (fristående).
Utöver grundskolor och gymnasier finns också en folkhögskola, Karlskoga folkhögskola, med Equmeniakyrkan som huvudman.
Den första folkskolan i Karlskoga tillkom 1825 och ett praktiskt läroverk, Karlskoga praktiska läroverk, invigdes 1882, för både män och kvinnor; den rymmer kulturskola. Från 1906 till 1968 hade Karlskoga ett högre allmänna läroverk och första gången som studentexamen avlades var 1947.
Örebro universitet etablerade Campus Karlskoga 2003 med 2-åriga yrkeshögskoleutbildningar. År 2007 byttes namnet till Campus Alfred Nobel. Grundutbildningar bedrivs idag inom områdena mediedesign, teknik och akutsjukvård. Under 2007 etablerades även ett nytt forskningscentrum i modellering och simulering, Forskningscentrum MoS.[källa behövs]

## Befolkning

### Demografi

#### Befolkningsutveckling
| Befolkningsutvecklingen i Karlskoga 1900–2020                                                                           | Befolkningsutvecklingen i Karlskoga 1900–2020 | Befolkningsutvecklingen i Karlskoga 1900–2020 | Befolkningsutvecklingen i Karlskoga 1900–2020 | Befolkningsutvecklingen i Karlskoga 1900–2020 |
| --- | --------------------------------------------- | --------------------------------------------- | --------------------------------------------- | --------------------------------------------- |
| |                                               |                                               |                                               |                                               |
| År |                                               |                                               | Folkmängd                                     | Areal (ha)                                    |
| 1900 | 1900                                          |                                               | 1 810                                         | †                                             |
| 1960 | 1960                                          |                                               | 31 433                                        |                                               |
| 1965 | 1965                                          |                                               | 34 970                                        |                                               |
| 1970 | 1970                                          |                                               | 36 963                                        |                                               |
| 1975 | 1975                                          |                                               | 35 425                                        |                                               |
| 1980 | 1980                                          |                                               | 34 329                                        |                                               |
| 1990 | 1990                                          |                                               | 31 106                                        | 2 720                                         |
| 1995 | 1995                                          |                                               | 30 177                                        | 2 728                                         |
| 2000 | 2000                                          |                                               | 28 579                                        | 2 728                                         |
| 2005 | 2005                                          |                                               | 27 500                                        | 2 740                                         |
| 2010 | 2010                                          |                                               | 27 084                                        | 2 733                                         |
| 2015 | 2015                                          |                                               | 27 490                                        | 2 031                                         |
| 2020 | 2020                                          |                                               | 27 360                                        | 2 026                                         |
| Anm.: Tätorten Valåsen och Labbsand och småorten Björkborn utbrutna 2015. † Befolkning runt ett municipalsamhälle 1900. |                                               |                                               |                                               |                                               |

### Religion

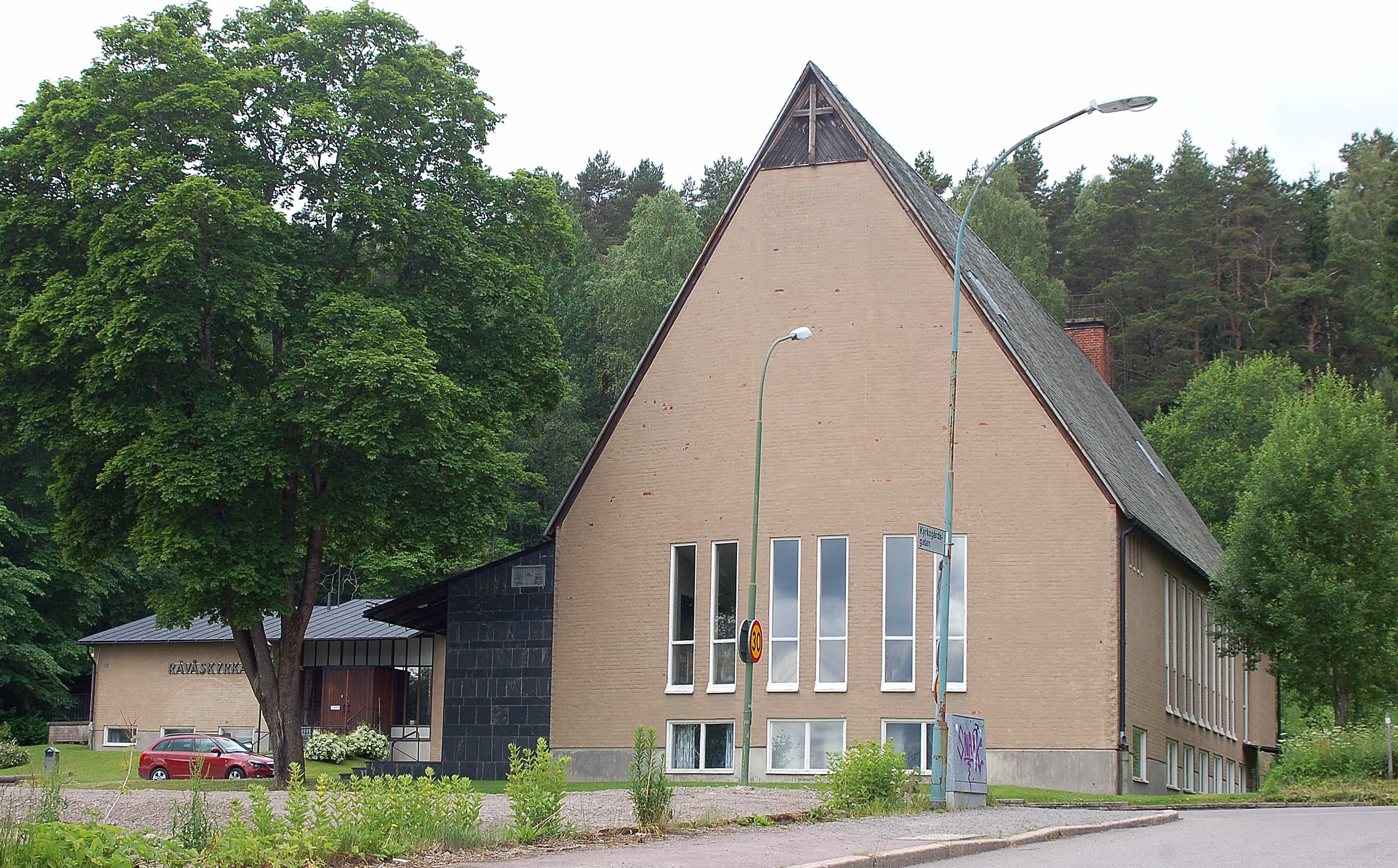
Rävåskyrkan på Badstugatan i centrala Karlskoga, 2015.

Svenska kyrkan har flera kyrkor i Karlskoga. Den äldsta kyrkan, Karlskoga kyrka, är församlingskyrka i Karlskoga församling och kan spåras till 1600-talet. Senare kyrkor som uppförs i staden är Karlbergskyrkan, Rävåskyrkan, Söderkyrkan och Österledskyrkan. I Karlskoga finns också flera frikyrkoförsamlingar representerade. Sankt Görans katolska församling bildades 1956. Pingstkyrkan, Baptistkyrkan och Jehovas vittnen har egna kyrkobyggnader spridda över staden samt en islamisk kulturförening, i Skogsrundan. Karlskoga moské bedriver verksamhet i Häsängen.[källa behövs] Bland religiösa byggnader som rivits märks Salemskyrkan.
I Karlskoga finns flera kyrkogårdar. Stadens äldsta kyrkogård, Gamla kyrkogården, tillkom sannolikt i samband med att Karlskoga kyrka uppfördes. Norr om den senare ligger Skogskyrkogården, invigd 1908, vid foten av rullstensåsen Rävåsen, i ett naturskönt område med branter. Östra kyrkogården i stadens östra delar anlades under 1940-talet efter ritningar av Åke Porne.

## Kultur

### Evenemang
Putte i parken är en musikfestival som tidigare anordnades årligen i före detta Folkets Park. Från och med 2012 är dock den festivalen flyttad till Karlstad. Karlskoga Motorsportsvecka är ett återkommande evenemang som har i syfte att återta Karlskogas position som motorstad. Karlskogafesten är ett återkommande evenemang, sedan 2005, som anordnas under Karlskoga Motorsportsvecka. Evenemanget arrangeras av Karlskoga kommun.
Karlskoga föreningen Gôrskôj har årligen, sedan 1996, satt upp revy i Karlskoga. Gôrskôj uppträder i Musikpalatset som ligger vid Boåsberget på Bergrumsvägen 3 i centrala Karlskoga.

### Konst
Årligen anordnas konstutställningar varje år i Karlskoga konsthall vid Tingshusparken.
Konstarrangemang finns också att beskåda på olika offentliga platser runt om i Karlskoga tätort. Till exempel Cirkelsegment (1974) av Göran Danielsson, Rådjur (1954) av Arvid Knöppel och Morgon (1940) av Oscar Antonsson.[källa behövs] Och i Karlskoga finns Karlskoga konstförening sedan 1946.
Konst runt Möckeln är ett årligt återkommande konstevenemang där konstnärer öppnar upp sina hem och ateljéer runt sjön Möckeln i kommunerna Degerfors och Karlskoga.
I Karlskoga finns också Arbetarmuseet Gråbo.

### Litteratur

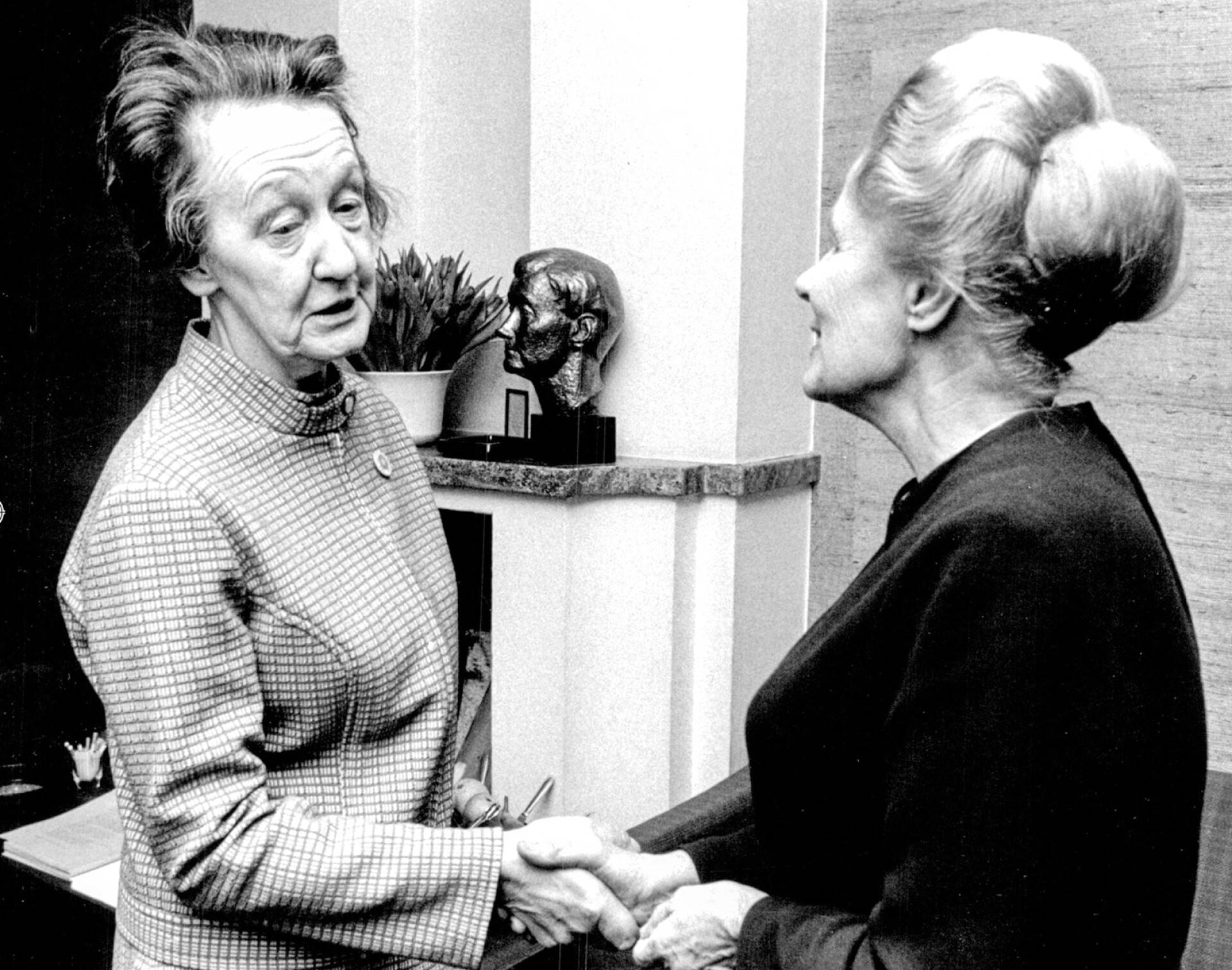
Maja Ekelöf och Alva Myrdal.

### Media
I Karlskoga fanns två lokala morgontidningar: Karlskoga Tidning och Karlskoga-Kuriren. 2011 köpte ägaren av Karlskoga Tidning, NWT-koncernen, Karlskoga-Kuriren, och de två tidningarna har sedan dess haft gemensam redaktion men med två olika ledarsidor. Sedan 2020 har Karlskoga endast en tidning, Karlskoga Tidning Kuriren, efter en sammanslagning av de två förra.
Det finns en lokal TV-Kanal, CTV (Carlskoga TV) som når till 14 000 hushåll i Karlskoga och dess närhet.[källa behövs] CTV började sina sändningar 1992 och är Sveriges äldsta kommersiella lokala TV-kanal.[källa behövs] Sveriges Television bevakade Karlskoga i Tvärsnytt.

### Sport

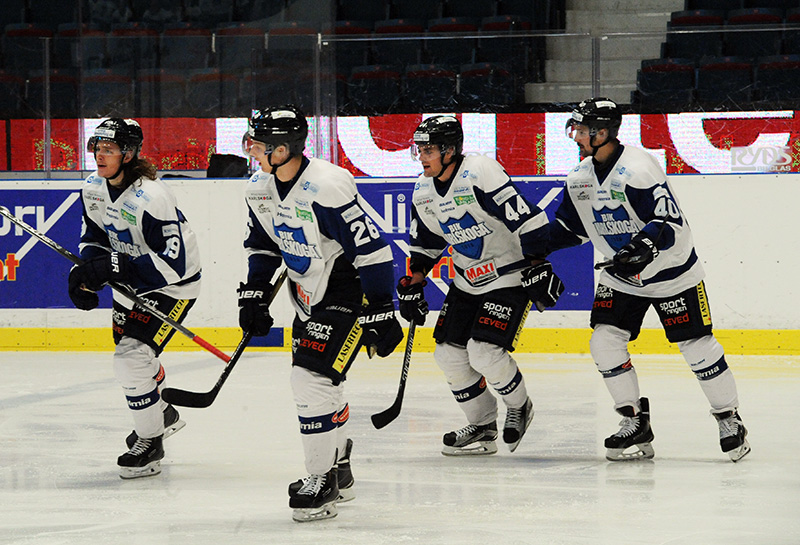
BIK Karlskoga.

Ishockey är den publikt största sporten i Karlskoga. Andra sporter som är eller har varit stora är amerikansk fotboll, fotboll, kanot och simhopp. Karlskoga har fostrat flera olympier, såsom kanotisten Agneta Andersson med tre olympiska guldmedaljer. Simhopparen Ulrika Knape Lindberg är också olympisk guldmedaljör.
Ishockeylaget BIK Karlskoga (tidigare Bofors IK, IFK Bofors/Karlskoga IF och KB63), med Nobelhallen som hemarena, har spelat 16 säsonger i högsta serien. Laget håller till i hockeyallsvenskan. Det andra ishockeylaget i Karlskoga, KHC, spelar i division 2.[källa behövs]
Motorsport utövas på Karlskoga Motorstadion, Gelleråsen, sedan 1949. På Gelleråsen kör man bland annat STCC och Kanonloppet (1950–1975, 1996–).[källa behövs]
På senare år har basebollaget Karlskoga Bats etablerat sig i absoluta toppen i Sverige och laget vann SM-guld 2007, 2010 och nu senast 2012. 2008 spelade Karlskoga Bats SM-final mot Stockholm som denna gång gick segrande ur striden. Karlskoga Bats blev också Svenska Junior-mästare 2005 och 2024.

På Kanalplan vid Timsälven spelar Karlskoga Wolves amerikansk fotboll i division 1.[källa behövs]

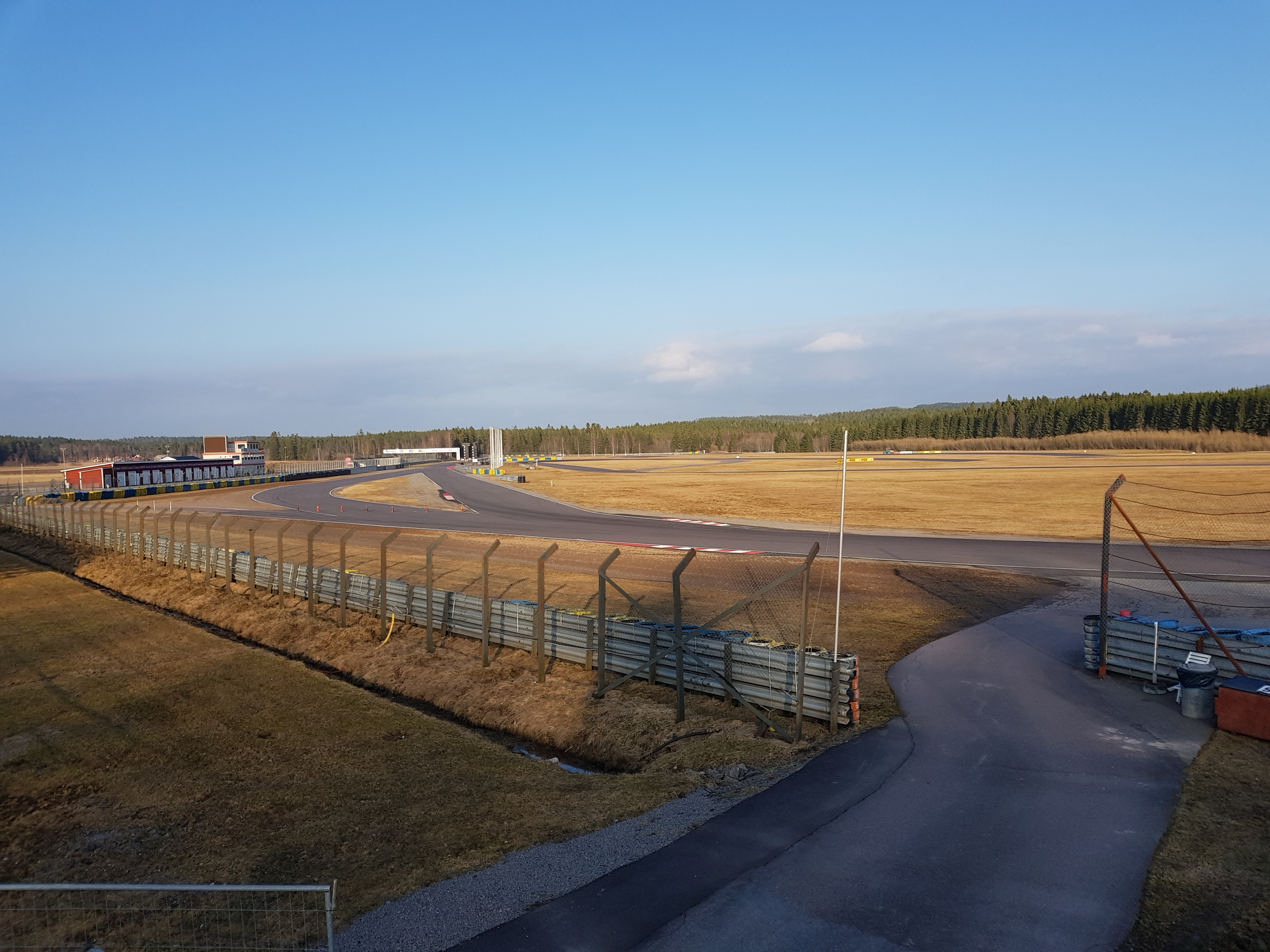
Karlskoga motorstadion, norr om Karlskoga i Gälleråsen.

Fotbollslaget KB Karlskoga har spelat 32 säsonger i näst högsta serien. I södra Karlskoga har Karlskoga sportklubb (KSK) sin hemarena. Damfotbollslaget Rävåsens IK bildades 1941 och spelar i Division 1 Mellersta.
Boxningsklubben BK Avance finns också i staden.